# Corydalus affinis
Corydalus affinis là một loài côn trùng trong họ Corydalidae thuộc bộ Megaloptera. Loài này được Burmeister miêu tả năm 1839.